# 曼徹斯特 (密蘇里州)
曼徹斯特（英語：Manchester）是位於美國密蘇里州聖路易斯縣的城市。

## 人口
根據2020年美國人口普查的數據，曼徹斯特的面積為13.03平方千米，皆為陸地。當地共有人口18333人，而人口密度為每平方千米1,407人。